# Henohenomoheji
Henohenomoheji (へのへのもへじ?) o Hehenonomoheji (へへののもへじ?) è il nome dato alla rappresentazione di un viso umano che gli scolari giapponesi disegnano e mettono sulla testa di un kakashi (spaventapasseri) o di un teru teru bōzu. Esso è formato da sette caratteri  hiragana: へ he, の no, へ he, の no, も mo, へ he, じ ji. I primi due he sono le sopracciglia, i due no sono gli occhi, il mo è il naso, e l'ultimo he è la bocca. Il contorno di questa faccia è costituito dal carattere ji, mentre i suoi due dakuten formano l'orecchio o la guancia.

Esempio di Henohenomoheji

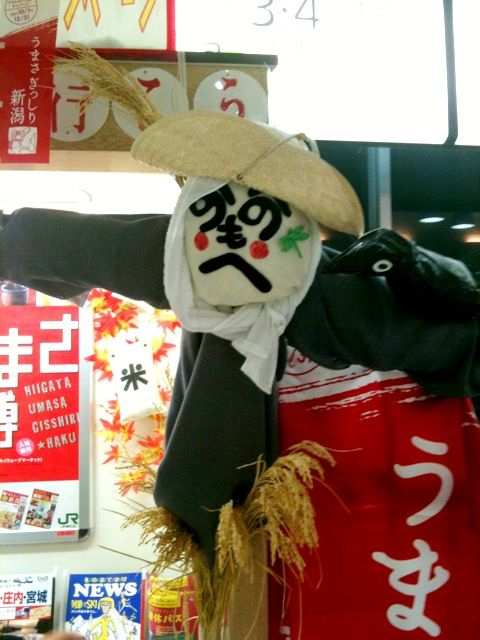
Un pupazzo con la faccia disegnata utilizzando alcuni degli hiragana di Henohenomoheji

Questa icona è stata paragonata al popolare graffito Kilroy was here, poiché entrambi appaiono spesso nei fumetti, nei film o in altri media.

## Varianti

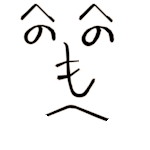
L′Henohenomohe dei nippo-brasiliani

Esistono altre versioni di Henohenomoheji, anche con nomi diversi, ad esempio: Hemehemekutsuji (へめへめくつじ?), Heneheneshikoshi (へねへねしこし?), Hemehemeshikoji (へめへめしこじ?), Shinishinishinin (しにしにしにん?). Inoltre, alcuni nippo-brasiliani che studiavano gli hiragana negli anni '50, nello Stato di San Paolo, idearono un viso senza il contorno ji, e lo chiamarono quindi henohenomohe.
Altri originari di São Paulo disegnarono un grosso no (の) intorno al viso, invece del ji.
Altri ancora mostrarono un Henohenomoheji con una i (い) aggiuntiva alla fine, messa sotto il ji per formare un collo.